# Mariano Zufía Urrizalqui
Mariano Zufía Urrizalqui (Pamplona, Navarra, 1920 - 10 de desembre de 2005) fou un polític navarrès que va militar en el carlisme. Casat en 1947 amb Rosy Sanz Gurbindo van tenir set fills: Mariano, José Javier, Carlos, Mertxe, Rosa, Kike i Peio.
Als 15 anys es va integrar en el Requeté i a l'any següent a l'inici de la guerra civil espanyola va marxar com a voluntari al capdavant. Se li donà el grau d'alferes provisional i es va llicenciar de l'exèrcit en 1944. La seva oposició al règim franquista i un enfrontament amb la Falange Española Tradicionalista y de las JONS van tenir com a conseqüència aquest any un desterrament de sis mesos a Saragossa i en 1945 fou empresonat durant dues setmanes.
Posteriorment va fer estudis de Professor Mercantil i va treballar en el Banco de Bilbao, on es va jubilar anticipadament en 1976. En 1966 es va presentar a les eleccions municipals pel terç familiar i va ocupar el càrrec de tinent d'alcalde a l'Ajuntament de Pamplona. L'any 1968 va ser destituït temporalment com a regidor per no condemnar un atemptat d'ETA contra la Volta Ciclista a Espanya a Urbasa, encara que va declarar que la seva actitud no era per estar d'acord amb ETA sinó per no donar cap suport al franquisme. Novament va ser sancionat en 1973 en negar-se a acudir als funerals per Luis Carrero Blanco. Va ser també membre del Consell Foral entre 1970 i 1979. Després dels successos de Montejurra de 1976 denuncià haver rebut amenaces de mort.
Va exercir el càrrec de secretari general del Partit Carlista d'Euskadi-Euskadiko Karlista Alderdia (després Partit Carlista d'Euskal Herria) des de 1971 i en 1979 és nomenat secretari general del Partit Carlista, càrrec que exerceix fins a 1983. Va ser un dels oradors de l'acte de Montejurra en 1978. Durant la redacció de la constitució espanyola de 1978 proposà una redacció alternativa a la disposició transitòria quarta en la que la iniciativa d'incorporar Navarra a Euskadi no se sotmetés a referèndum sinó que fos decisió de l'òrgan foral competent.
A les eleccions de 1979 aconsegueix un escó al Parlament de Navarra que ocupa fins a 1983. En 1981 va ser elegit president de la Cambra de Comptos de Navarra, càrrec que va exercir fins a 1991. A partir d'aquesta època va abandonar l'activitat política.